# 李重衡
李重衡（韓文:이중형，1937年 - ），韓國预备役陸軍少將，首爾高中畢業，1960年韓國陸軍士官學校第16期畢業。曾参加越南战争，担任首都机械化步兵师（猛虎部队）第1聯隊第3大队（在求大队）第9中队长，后任陆军步兵第11師團長、韩国國防部第一次官補。因國防部次官權寧海出任金泳三政府首任國防部長官，李重衡于1993年2月25日 ~ 1993年 3月3日曾短暂代理韓國國防部次官一職。退休後任韓國戰爭紀念協會事務總長、高丽大学教授。

## 越南经历
越南政府国防长官高文园将军向驻越韩国军司令官蔡命新以“学习跆拳道”为由，请求将一名跆拳道有段位的军官介绍给他作为专属副官，正从大尉级别物色人选。所以去了在求大队驻地，新闻发布会结束后，在求大队长朴庆锡中校介绍了当时站在旁边的大队作战官李重衡大尉，朴庆锡表示对越南国防长官的专属副官有合适的人选。于是当天蔡命新就和他乘坐直升机，将李重衡大尉移交给越南国防部长官。一个月后，蔡命新与高国防长官见了面，高文园自豪地说正在从李重衡大尉那里认真学习跆拳道。并展示了跆拳道基础动作。蔡命新表示跆拳道在外交上起着非常重要的作用。